# 天主教科阿里教區
天主教科阿里教區（拉丁語：Dioecesis Coaritana）是巴西一個羅馬天主教教區，屬馬瑙斯總教區。
1928年4月14日設立自治監督區，2013年10月9日升為教區。
教區位於亞馬遜州，2004年有教友166,076人（佔轄區總人口85.0%）、六個堂區、十一名司鐸。現任教區主教為馬雷克·瑪利安·皮亞泰克。